# (27707) 1986 QY3
(27707) 1986 QY3 là một tiểu hành tinh vành đai chính. Nó được phát hiện bởi Henri Debehogne ở Đài thiên văn La Silla ở Chile ngày 31 tháng 8 năm 1986.